# Ella Shohat
Ella Habiba Shohat (em hebreu אלה חביבה שוחט; Israel, 1959) é uma escritora, ativista e professora israelita.

## Vida e obra
Ella Shohat é uma israelita de origem iraquiana, da cidade de Bagdá.
Atualmente vive em Nova Iorque, onde é professora de Estudos Culturais e de Estudos da Mulher na Universidade da Cidade de Nova Iorque (CUNY). Vários de seus livros foram premiados e incluídos em antologias. Os seus escritos em inglês foram traduzidos para o francês, o castelhano, o árabe, o português, o hebreu, o turco e o alemão, servindo de inspiração a nas novas gerações de acadêmicos, artistas e ativistas políticos.

## Filmografia
- 2002 - Forget Baghdad: Jews and Arabs - The Iraqi Connection (documental)
- 2002 - Afghanistan: Land in Crises (documentário)
- 2002 - Guts and Glory (documental)